# Stigmina hippophaes
Stigmina hippophaes Žukov – gatunek grzybów z klasy Dothideomycetes. Pasożytniczy grzyb mikroskopijny wywołujący u rokitnika zwyczajnego chorobę parch rokitnikowy. U ludzi powoduje grzybicę objawiająca się m.in. kruchością paznokci.

## Systematyka i nazewnictwo
Pozycja w klasyfikacji według Index Fungorum: Pseudocercospora, Mycosphaerellaceae, Capnodiales, Dothideomycetidae, Dothideomycetes, Pezizomycotina, Ascomycota, Fungi. 
Po raz pierwszy zdiagnozował go Ateo Mikhailovich Žukov w 1979 r.
Według Index Fungorum rodzaj Stigmina to synonim rodzaju Pseudocercospora. Nazwa Stigmina to tymczasowa nazwa gatunków, u których znana jest tylko anamorfa.